# Unetane tokef
Unetane tokef (în ebraică: ונתנה תוקף, în pronunție așkenază Unesane tokef)
este o poezie liturgică iudaică  - piyut - care se recită de secole în timpul serviciul divin de Musaf al Anului Nou ebraic Rosh Hashaná și de Iom Kipur,mai ales în comunitățile așkenaze. Ea introduce partea  a treia, numită Kdushá („Sfânt, sfânt, sfânt Domnul Savaot” etc) din  rugăciunea Amidá recitată de către oficiant sau cantor.
Unetane tokef este considerată una din cele mai impresionante rugăciuni din întreaga liturgie a Zilelor de Penitență (cele zece Yamim Noraim) dintre Anul Nou ebraic și Yom Kipur și este cel mai cunoscut piyut, după Kol Nidrei. 
Tema rugăciunii este eshatologică, subiectul ei fiind judecățile care așteaptă omenirea. Rugăciunea amintește și faptul că cele mai severe pedepse divine pot fi amendate prin  facere de bine - tzedaká, pocăință - tshuvá și rugăciune - tefilá.   
Rugăciunea era atribuită de tradiția așkenază lui Rabi Amnon din Mainz (Rabi Amnon miMaggentza), rabin semilegendar din veacul al XIII-lea din Germania medievală. S-a crezut un timp ca a ar fi fost creată în Germania mai devreme, în secolul al X-lea. Dar în prezent se presupune că era cunoscută deja în epoca bizantină și că a fost compusă în Palestina (Eretz Israel).

## Răsunete în literatură și muzică
- Melodii pentru aceasta rugăciune au fost compuse de mai mulți compozitori, între care cantorul evreu german Isaac Ebers Offenbach, tatăl lui Jacques Offenbach și compozitorul israelian de muzică ușoară Yair Rosenblum.
- 1974 - Rugaciunea Unetane tokef a inspirat pe cântăretul și poetul evreu-canadian Leonard Cohen în cântecul său în limba engleză Who by Fire din albumul său „New Skin for the Old Ceremony”.

## Legături externe
- Netane tokef - textul ebraic, traducerea germană și engleză, și interpretarea corului sinagogal din Basel
- Israel Yuval: Gedichte und Geschichte als Weltgericht. Unetanne tokef, Dies irae und Amnon von Mainz. In: Kalonymos 2004/4, S. 1-6. în germană